# Żelazokrzem

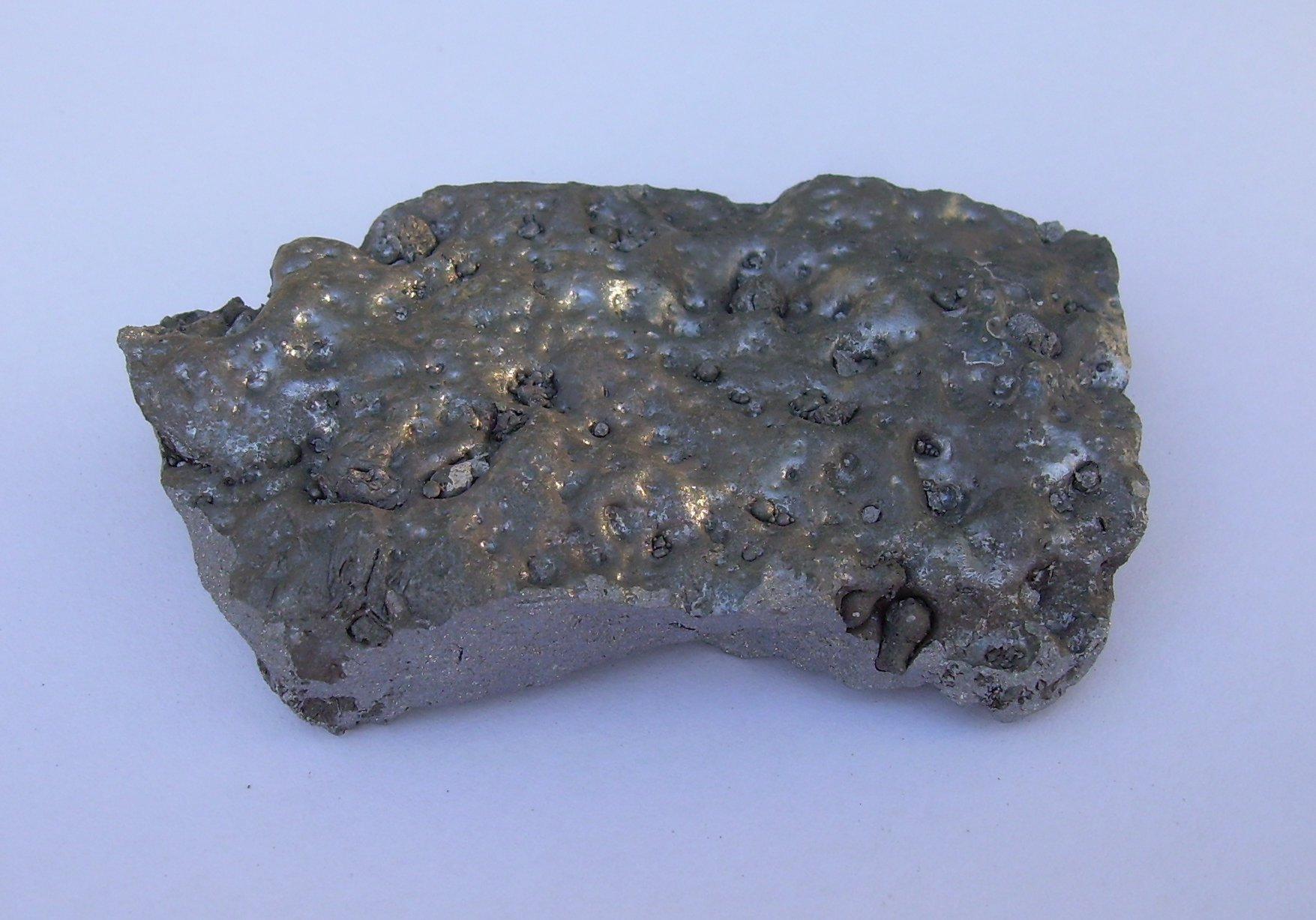
Żelazokrzem

Żelazokrzem (ferrokrzem), FeSi – rodzaj żelazostopu składający się z żelaza i krzemu. Stanowi dodatek w różnych procesach przemysłu metalurgicznego. Jest przede wszystkim odtleniaczem i składnikiem stopowym. Żelazokrzem o wysokiej czystości znalazł zastosowanie przy produkcji stali o wysokiej przenikalności magnetycznej. Wraz z dodatkiem wapnia służy jako modyfikator przy produkcji żeliwa szarego oraz sferoidalnego. Ponadto znalazł zastosowanie w procesach stalowniczych, stanowiąc reduktor w procesach rafinacyjnych.